# FAHD1
FAHD1 (англ. Fumarylacetoacetate hydrolase domain containing 1) – білок, який кодується однойменним геном, розташованим у людей на короткому плечі 16-ї хромосоми. Довжина поліпептидного ланцюга білка становить 224 амінокислот, а молекулярна маса — 24 843.
| 10         |  | 20         |  | 30         |  | 40         |  | 50         |
| ---------- |  | ---------- |  | ---------- |  | ---------- |  | ---------- |
| MGIMAASRPL |  | SRFWEWGKNI |  | VCVGRNYADH |  | VREMRSAVLS |  | EPVLFLKPST |
| AYAPEGSPIL |  | MPAYTRNLHH |  | ELELGVVMGK |  | RCRAVPEAAA |  | MDYVGGYALC |
| LDMTARDVQD |  | ECKKKGLPWT |  | LAKSFTASCP |  | VSAFVPKEKI |  | PDPHKLKLWL |
| KVNGELRQEG |  | ETSSMIFSIP |  | YIISYVSKII |  | TLEEGDIILT |  | GTPKGVGPVK |
| ENDEIEAGIH |  | GLVSMTFKVE |  | KPEY       |  |            |  |            |

A: Аланін

C: Цистеїн

D: Аспарагінова кислота

E: Глутамінова кислота

F: Фенілаланін

G: Гліцин

H: Гістидин

I: Ізолейцин

K: Лізин

L: Лейцин

M: Метіонін

N: Аспарагін

P: Пролін

Q: Глутамін

R: Аргінін

S: Серин

T: Треонін

V: Валін

W: Триптофан

Кодований геном білок за функціями належить до ліаз, гідролаз, фосфопротеїнів. 
Задіяний у таких біологічних процесах, як ацетилювання, альтернативний сплайсинг. 
Білок має сайт для зв'язування з іонами металів, іоном кальцію, іоном магнію. 
Локалізований у цитоплазмі, мітохондрії.